# Pseudoeurycea smithi
Espèce
Synonymes
- Oedipus smithi Taylor, 1939 "1938"

Statut de conservation UICN

 CR A2ace : 
En danger critique
Pseudoeurycea smithi est une espèce d'urodèles de la famille des Plethodontidae.

## Répartition
Cette espèce est endémique de l'État d'Oaxaca au Mexique. Elle se rencontre de 2 500 à 3 000 m d'altitude dans la Sierra Juárez et la Sierra de Cuatro Venados.

## Étymologie
Cette espèce est nommée en l'honneur d'Hobart Muir Smith.

## Publication originale
- Taylor, 1939 "1938" : Concerning Mexican salamanders. University of Kansas Science Bulletin, vol. 25, no 14, p. 259-313 (texte intégral).